# T-1 (експериментальний тип ПЧ США)
| ПЧ типу «T-1»                   | ПЧ типу «T-1»                              | ПЧ типу «T-1»                              |
| ------------------------------- | ------------------------------------------ | ------------------------------------------ |
| T-1 class submarine             |                                            |                                            |
|                                 |                                            |                                            |
| Човен “Marlin (SST-2)”, 1950-ті |                                            |                                            |
| Під прапором                    | США                                        | США                                        |
| Спуск на воду                   | 1952 р (2 човни)                           | 1952 р (2 човни)                           |
| Виведений зі складу флоту       | 1973 р.                                    | 1973 р.                                    |
| Сучасний статус                 | 1 утилізований, 1 став музейним експонатом | 1 утилізований, 1 став музейним експонатом |
| Проєкт                          |                                            |                                            |
| Розробник проєкту               | Electric Boat                              | Electric Boat                              |
| Класифікація НАТО               | T-1                                        | T-1                                        |
| Основні характеристики          |                                            |                                            |
| Швидкість (надводна)            | 10 вузлів (19 км/год)                      | 10 вузлів (19 км/год)                      |
| Швидкість (підводна)            | 10,5 вузлів (19,4 км/год)                  | 10,5 вузлів (19,4 км/год)                  |
| Гранична глибина занурення      | 217 м                                      | 217 м                                      |
| Екіпаж                          | 14 осіб                                    | 14 осіб                                    |
| Розміри                         |                                            |                                            |
| Довжина найбільша (по КВЛ)      | 40, м                                      | 40, м                                      |
| Ширина корпусу найб.            | 4,14 м                                     | 4,14 м                                     |
| Середня осадка (по КВЛ)         | 3,7 м                                      | 3,7 м                                      |
| Озброєння                       |                                            |                                            |
| Торпедно- мінне озброєння       | 1 носовий ТА калібру 21 дюймів — 533 мм    | 1 носовий ТА калібру 21 дюймів — 533 мм    |
| Зображення на Вікісховищі       |                                            |                                            |

 T-1 (експериментальний тип підводних човнів США) — 2 експериментальні і навчальні підводні човни ВМС США, котрі були призначені для випробування можливості серійно будувати малі підводні човни. І в основному служили ще і як навчальні.

## Історія
Обидва несли службу в основному в Флориді у водах Карибського моря. На них тренувалися підводники, вони служили «мішенями» для гідролокаторів протичовнової оборони, і для випробування підводного устаткування. Вони були виведенні з експлуатації одночасно в урочистій церемонії у 1973 році.

## Представники
| Назва                | Завод         | закладений | Спущений на воду | Переданий флоту | Виведений з флоту | Утилізований                        |
| -------------------- | ------------- | ---------- | ---------------- | --------------- | ----------------- | ----------------------------------- |
| USS Mackerel (SST-1) | Electric Boat | 1.04.1952  | 17.07.1953       | 9.10.1953       | 31.02.1973        | 18.10.1978                          |
| USS Marlin (SST-2)   | Electric Boat | 1.05.1952  | 14.10.1953       | 20.11.1953      | 31.02.1973        | Став музейним експонатом 20.08.1874 |

## Музеї

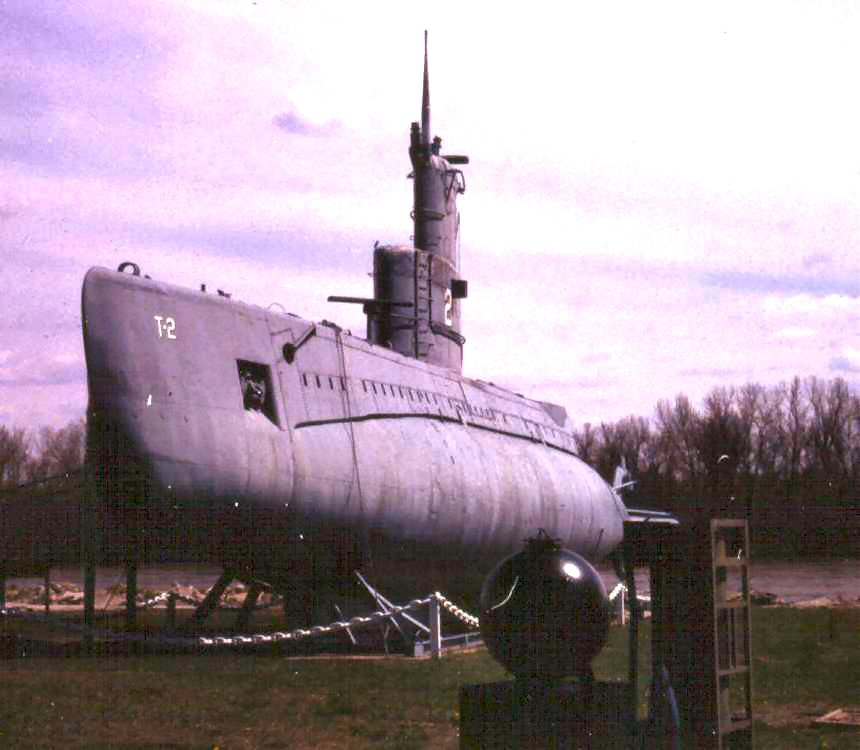
USS Marlin як музейний експонат в Freedom Park в місті Омаха, штат Небраска.

15 серпня 1973 року, ВМС США вирішили пожертвувати виведений з флоту човен «Марлін» для використання як судна музею. 20 серпня 1974 року, він був прийнятий для виставлення як музейний експонат підводного човна у Парку свободи  міста Омаха у штаті Небраска.